# Portoryko na Zimowych Igrzyskach Olimpijskich 1988
Portoryko na Zimowych Igrzyskach Olimpijskich 1988 reprezentowało dziewięcioro zawodników, którzy wystartowali w narciarstwie alpejskim, biathlonie i saneczkarstwie.
Był to drugi w historii start Portoryko na zimowych igrzyskach olimpijskich.

## Biathlon

### Mężczyźni
| Zawodnik        | Konkurencja   | czas biegu | Kary  | Łączny czas | Pozycja |
| --------------- | ------------- | ---------- | ----- | ----------- | ------- |
| Elliot Archilla | Bieg na 20 km | 1:38:57,6  | 13:00 | 1:51:57,6   | 68.     |
| Elliot Archilla | Bieg na 10 km | 47:47,4    | 6     | 47:47,4     | 72.     |

## Narciarstwo alpejskie

### Mężczyźni
| Zawodnik         | Konkurencja              | Konkurencja              | Konkurencja                 | Konkurencja                 | Konkurencja                 | Konkurencja                 | Konkurencja                 | Konkurencja                 | Konkurencja                 | Konkurencja                 |
| Zawodnik         | Supergigant              | Supergigant              | Slalom gigant               | Slalom gigant               | Slalom gigant               | Slalom gigant               | Slalom specjalny            | Slalom specjalny            | Slalom specjalny            | Slalom specjalny            |
| Zawodnik         | Czas                     | Pozycja                  | Czas 1. przejazdu           | Czas 2. przejazdu           | Czas łączny                 | Pozycje                     | Czas 1. przejazdu           | Czas 2. przejazdu           | Czas łączny                 | Pozycja                     |
| ---------------- | ------------------------ | ------------------------ | --------------------------- | --------------------------- | --------------------------- | --------------------------- | --------------------------- | --------------------------- | --------------------------- | --------------------------- |
| Jason Edelmann   | 2:09,93                  | 52.                      | Nie ukończył 1-go przejazdu | Nie ukończył 1-go przejazdu | Nie ukończył 1-go przejazdu | Nie ukończył 1-go przejazdu | 1:48,34                     | 1:10,38                     | 2:58,72                     | 52.                         |
| Walter Sandza    | 2:25,95                  | 56.                      | 1:35,34                     | 1:33,43                     | 3:08,77                     | 66.                         |                             |                             |                             |                             |
| Félix Flechas    | Nie ukończył konkurencji | Nie ukończył konkurencji | 1:38,01                     | 1:34,99                     | 3:13,00                     | 67.                         |                             |                             |                             |                             |
| Kevin Wilson     | Nie ukończył konkurencji | Nie ukończył konkurencji | 1:26,31                     | 1:22,88                     | 2:49,19                     | 61.                         | 1:21,73                     | 1:13,45                     | 2:35,18                     | 43.                         |
| Jorge Torruellas |                          |                          |                             |                             |                             |                             | Nie ukończył 1-go przejazdu | Nie ukończył 1-go przejazdu | Nie ukończył 1-go przejazdu | Nie ukończył 1-go przejazdu |

### Kobiety
| Zawodniczka     | Konkurencja       | Konkurencja               | Konkurencja               | Konkurencja               | Konkurencja                  | Konkurencja                  | Konkurencja                  | Konkurencja                  |
| Zawodniczka     | Slalom gigant     | Slalom gigant             | Slalom gigant             | Slalom gigant             | Slalom specjalny             | Slalom specjalny             | Slalom specjalny             | Slalom specjalny             |
| Zawodniczka     | Czas 1. przejazdu | Czas 2. przejazdu         | Czas łączny               | Pozycja                   | Czas 1. przejazdu            | Czas 2. przejazdu            | Czas łączny                  | Pozycja                      |
| --------------- | ----------------- | ------------------------- | ------------------------- | ------------------------- | ---------------------------- | ---------------------------- | ---------------------------- | ---------------------------- |
| Mary Pat Wilson | Dyskwalifikacja   | Nie ukończyła konkurencji | Nie ukończyła konkurencji | Nie ukończyła konkurencji | Nie ukończyła 1-go przejazdu | Nie ukończyła 1-go przejazdu | Nie ukończyła 1-go przejazdu | Nie ukończyła 1-go przejazdu |

## Saneczkarstwo

### Mężczyźni
| Zawodnik      | Konkurencja | Ślizg 1 | Ślizg 2 | Ślizg 3 | Ślizg 4 | Łącznie  | Pozycja |
| ------------- | ----------- | ------- | ------- | ------- | ------- | -------- | ------- |
| Raúl Muñiz    | Jedynki     | 50,184  | 49,849  | 50,480  | 50,449  | 3:20,962 | 31.     |
| George Tucker | Jedynki     | 50,748  | 50,249  | 51,688  | 54,440  | 3:27,125 | 34.     |